# Лекванталіе
Лекванталіе (груз. ლეკვანტალიე) — село в Грузії.
За даними перепису населення 2014 року в селі проживає 125 особи.